# 후지나미 아카리
후지나미 아카리(일본어: 藤波 朱理, 2003년 11월 11일~)는 일본의 레슬링 선수이다. 2024년 하계 올림픽에서 여자 자유형 밴텀급(-53kg) 금메달을 획득했으며 세계 선수권 대회에서 금메달 2개, 아시안 게임 금메달 1개, 아시아 선수권 대회에서 금메달 2개를 획득했다.

## 개인사
아버지인 후지나미 도시카즈도 레슬링 선수였으며 오빠인 후지나미 유히도 일본 국가대표 레슬링 선수로 활동하고 있다.